# Idols (Danmark)
Idols Danmark eller ("Idols: Ærlig Jagt. Ægte Talent") er den danske udgave af den britiske musikkonkurrence Pop Idol (2001–2003) skabt af Simon Fuller. Efter at Pop Idol blev en stor succes i England i 2001, annoncerede den danske betalingskanal TV3 i 2003, at de ville lancere en dansk version af Idols. Idols havde premiere på dansk tv i september 2003 med de to værter Tomas Villum Jensen og Uffe Holm som præsenterede programmet, premieren på Idols 2003 blev set af over 450.000 seere og 188.000 seere i gennemsnit så første sæson, dommerne i første sæson var Thomas Blachman, Kjeld Wennick, Henriette Blix og Carsten Kroeyer. Idols vendte tilbage igen i 2004, men anden sæson var ikke så succesfuld som den forrige sæson, Idols 2004 er kendt som den korteste Idols-sæson i verden, med en produktion, der ikke varer mere end 3 måneder. 2004–sæsonen ses også som en af de mest kritiserede sæsoner i hele Idols franchisen, Thomas Blachman vendte tilbage som den eneste dommer fra første sæson sammen med de nye dommere Susanne Kier og Anders Hansen. Idols i Danmark blev efterfølgende sat på en pause på ubestemt tid.
Idols i Danmark er aldrig officielt blevet lukkede, Pr. 2022 har TV3 ikke udmeldt yderligere vedrørende serien siden 2004, så serien anses nu generelt for at være fortid.
I 2019 fortalte skaberen af Idols-franchisen Simon Fuller, at han er mere end villig til at give Idols i Danmark endnu en chance, hvis han fik tilbud om at bringe det tilbage på andre tv stationer, og når der er mindre konkurrence i tv-talentshow-landskabet.

## Værter og dommere
| Værter        | - Tomas Villum Jensen: 2003–2004 - Uffe Holm: 2003–2004                                                                                      |
| Dommere       | - Thomas Blachman: 2003–2004 - Kjeld Wennick: 2003 - Henriette Blix: 2003 - Carsten Kroeyer: 2003 - Susanne Kier: 2004 - Anders Hansen: 2004 |
| Gæste dommere | - Kjeld Wennick: 2004 - Saseline Sørensen: 2004                                                                                              |

## Sæsoner

### Idols 2003
I midten af 2003 blev der afholdt auditions i Aarhus og København. De bedste 30 deltagere blev valgt til at optræde i tre grupper á 10 foran det danske tv-publikum, de tre deltagere med flest stemmer pr. gruppe videreførte og et wildcard blev valgt til Top 10.
Den filippinske fødte Christian Mendoza vandt den første sæson over Mirza Radonjica med 57 % af de samlede stemmer.
I 2009 deltog Kasper Ehlers i X Factor Danmark, hvor han var en del af gruppen Alien Beat Club.
| Dato        | Tema            | Finalister            | Finalister           | Finalister           |
| October 22  | Sange fra film  | Claus Kruuse          | Kaspar Ehlers        | Dorthe K. Hansen     |
| October 29  | 70'er musik     | Emil Uhldahl          | Kaspar Ehlers (2)    | Dorthe K. Hansen (2) |
| November 5  | 80'er musik     | Michael Friis Holm    | Kaspar Ehlers (3)    | Dorthe K. Hansen (3) |
| Dato        | Tema            | Øvrige deltagere      | Øvrige deltagere     |                      |
| November 12 | Danske sange    | Michael Christensen   | Christian Mendoza    |                      |
| November 19 | Motown          | Lærke Blendstrup      | Kaspar Ehlers (4)    |                      |
| November 26 | Big Band        | Thomas Kunak Andersen | Dorthe K. Hansen (4) |                      |
| December 3  | Julesange       | Dorthe K. Hansen (5)  |                      |                      |
| December 10 | Kærlighedssange | Kaspar Ehlers (5)     |                      |                      |
| December 17 | Finale          | Mirza Radonjica       | Christian Mendoza    |                      |

### Idols 2004
Idols 2004 i Danmark har rekorden for det korteste Idol-program i produktion med en produktion på højst 3 måneder.
Rikke Emma Niebuhr fra Aarhus vandt med 65 % af de samlede stemmer over Louise Baltzer Jensen fra Frederiksværk.
Sæson to af Idols Danmark bliver ofte nævnt som den mest mislykkede af alle Idol-sæsoner med bekræftede kilder på, at ikke engang 1.000 mennesker havde gidet at møde op til auditionerne igen i Aarhus og København.
Vinderen blev Rikke Emma Niebuhr over andenpladsen Louise Baltzer Jensen. Rikke blev nægtet sin lovede kontrakt med BMG Danmark, selvom hendes debutsingle Get There solgte moderat godt.
| Dato        | Tema         | Finalister               | Finalister             | Finalister        |
| October 12  | Mit Idol     | Nadia Malm Hansen        | Jacob Schink           | Simon Søndergaard |
| Dato        | Tema         | Øvrige deltagere         | Øvrige deltagere       |                   |
| October 19  | R'n'B Sange  | Theis Andersen           | Julia                  |                   |
| October 26  | Latin Sange  | Julia (2)                | Rikke Emma Niebuhr     |                   |
| November 2  | Rock Sange   | Louise Baltzer Jensen    | Rikke Emma Niebuhr (2) |                   |
| November 9  | Judges Sange | Simon Søndergaard (2)    | Søren Fruergaard       |                   |
| November 16 | Finale       | Louise Baltzer Jensen(2) | Rikke Emma Niebuhr (3) |                   |